# Вальдемарсвік (комуна)
Комуна Вальдемарсвік (швед. Valdemarksviks kommun) — адміністративно-територіальна одиниця місцевого самоврядування, що розташована в лені Естерйотланд у центральній Швеції. Зі сходу омивається водами озера Балтійського моря.
Вальдемарсвік 144-а за величиною території комуна Швеції. Адміністративний центр комуни — місто Вальдемарсвік.

## Населення
Населення становить 7 613 чоловік (станом на вересень 2012 року). 
| Кількість населення комуни Вальдемарсвік за 1970-2010 роки | Кількість населення комуни Вальдемарсвік за 1970-2010 роки | Кількість населення комуни Вальдемарсвік за 1970-2010 роки | Кількість населення комуни Вальдемарсвік за 1970-2010 роки | Кількість населення комуни Вальдемарсвік за 1970-2010 роки |
| ---------------------------------------------------------- | ---------------------------------------------------------- | ---------------------------------------------------------- | ---------------------------------------------------------- | ---------------------------------------------------------- |
| Рік                                                        |                                                            |                                                            | Населення                                                  |                                                            |
| 1970                                                       | 1970                                                       |                                                            | 9 109                                                      | 9 109                                                      |
| 1975                                                       | 1975                                                       |                                                            | 8 864                                                      | 8 864                                                      |
| 1980                                                       | 1980                                                       |                                                            | 9 303                                                      | 9 303                                                      |
| 1985                                                       | 1985                                                       |                                                            | 8 784                                                      | 8 784                                                      |
| 1990                                                       | 1990                                                       |                                                            | 8 804                                                      | 8 804                                                      |
| 1995                                                       | 1995                                                       |                                                            | 8 789                                                      | 8 789                                                      |
| 2000                                                       | 2000                                                       |                                                            | 8 337                                                      | 8 337                                                      |
| 2005                                                       | 2005                                                       |                                                            | 8 122                                                      | 8 122                                                      |
| 2010                                                       | 2010                                                       |                                                            | 7 760                                                      | 7 760                                                      |
| Джерело: SCB                                               |                                                            |                                                            |                                                            |                                                            |

## Населені пункти
Комуні підпорядковано 3 міських поселень (tätort) та низка сільських, більші з яких:
- Вальдемарсвік (Valdemarksvik)
- Ґусум (Gusum)
- Рінґарум (Ringarum)
- Ґрит (Gryt)

## Галерея

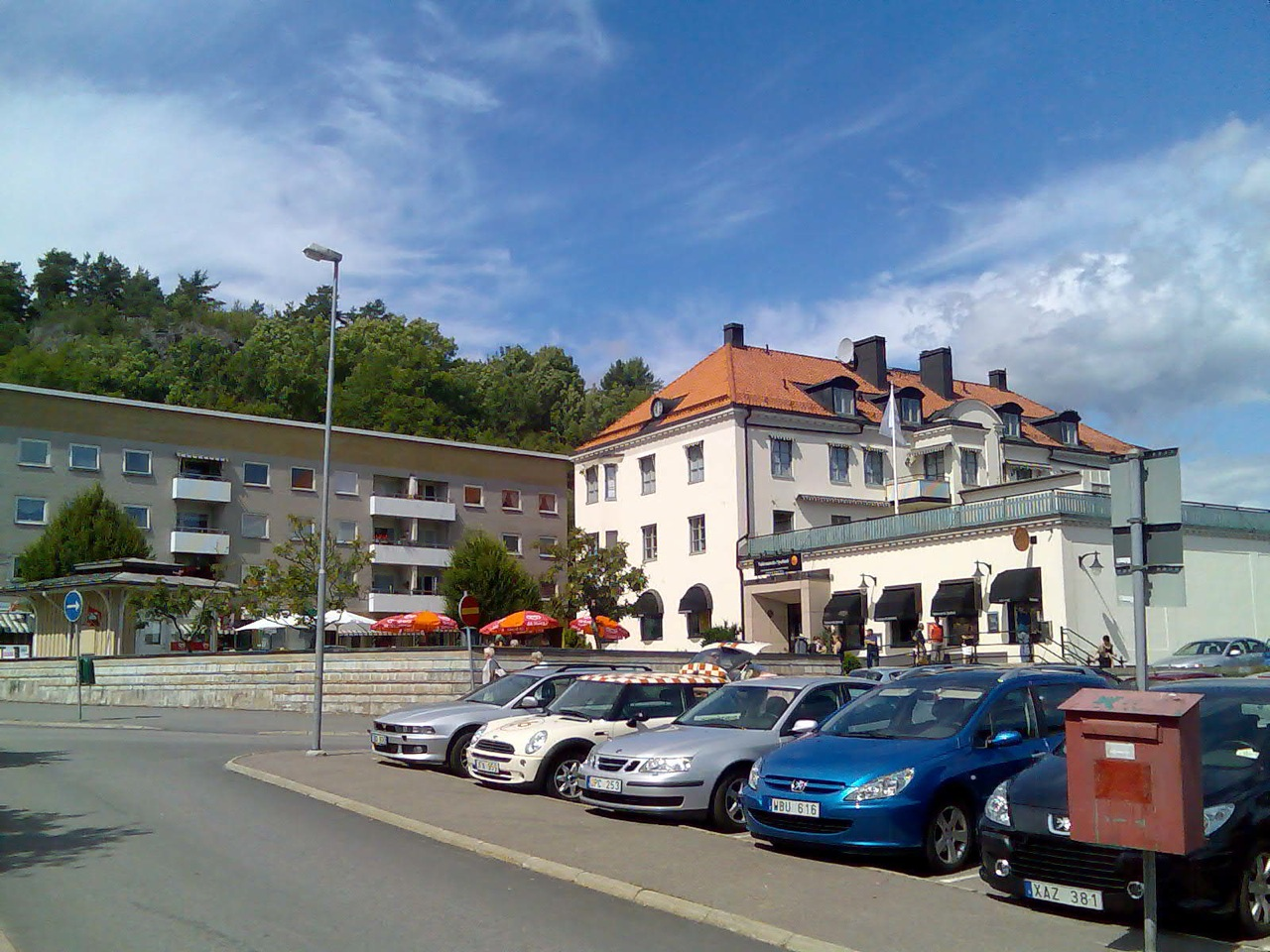
Місто Вальдемарсвік
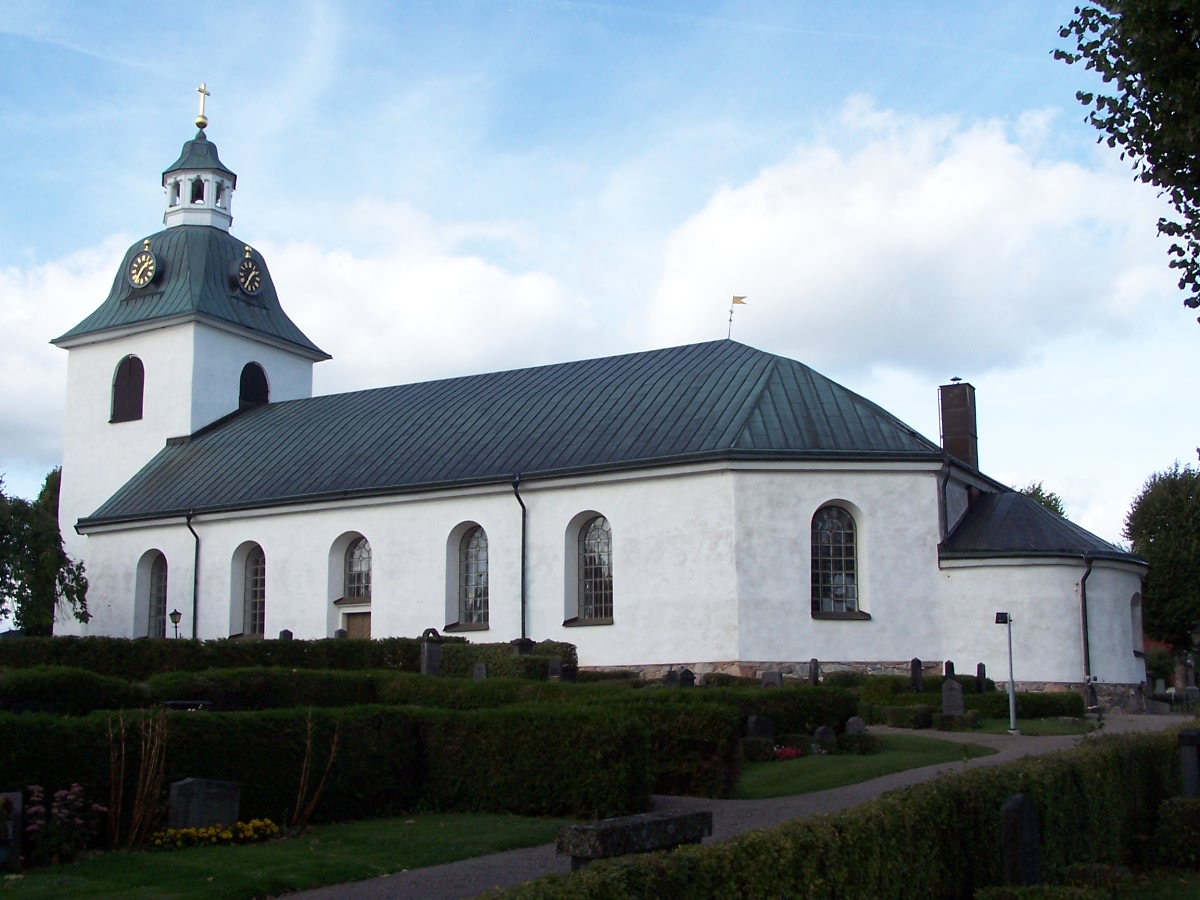
Церква (Рінґарум)
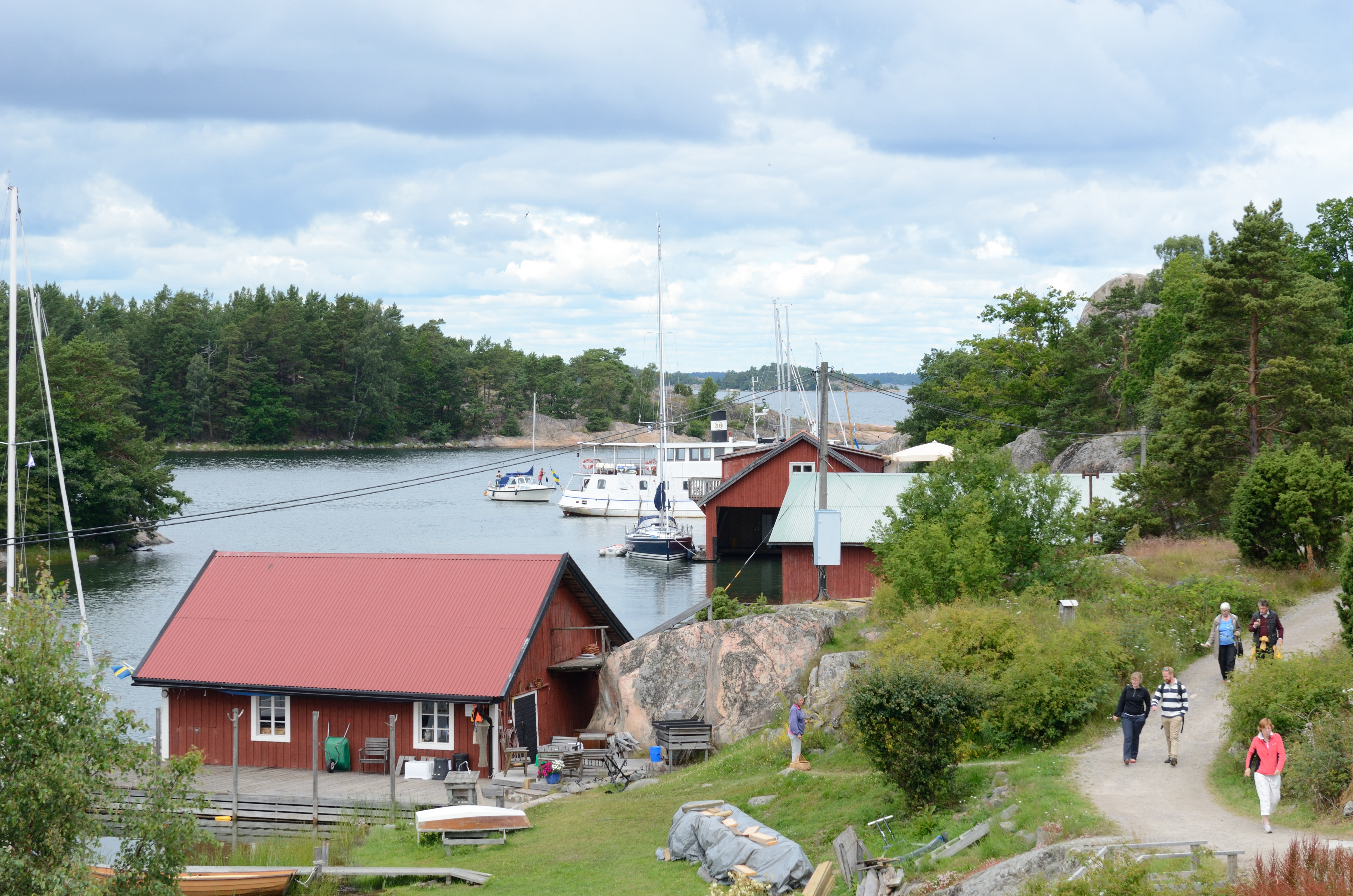
Острів Гарстена

## Виноски
1. ↑  Andersson P. Sveriges kommunindelning 1863-1993 — Mjölby: Draking, 1993. — 132 с. — ISBN 978-91-87784-05-7
2. ↑  Folkmangd i riket, lan och kommuner (шв.) . Центральне бюро статистики Швеції. Архів оригіналу за 20 серпня 2013. Процитовано 15 лютого 2013.